# Aucklandella minuta
Aucklandella minuta là một loài tò vò trong họ Ichneumonidae.